# Медерсхајм
Медерсхајм (њем. Meddersheim) општина је у њемачкој савезној држави Рајна-Палатинат. Једно је од 119 општинских средишта округа Бад Кројцнах. Према процјени из 2010. у општини је живјело 1.335 становника. Посједује регионалну шифру (AGS) 7133064.

## Географски и демографски подаци
Медерсхајм се налази у савезној држави Рајна-Палатинат у округу Бад Кројцнах. Општина се налази на надморској висини од 160 метара. Површина општине износи 13,2 km². У самом мјесту је, према процјени из 2010. године, живјело 1.335 становника. Просјечна густина становништва износи 102 становника/km².

## Међународна сарадња
| Мјесто | Држава    | Врста сарадње | Од    |
| ------ | --------- | ------------- | ----- |
|        | Француска | партнерство   | 1981. |
| Извор  |           |               |       |